# André Kolingba
André Kolingba, född 12 augusti 1936 i Bangui, död 7 februari 2010 i Paris, var en centralafrikansk general (1971–1993) och landets president 1981–1993.
Kolingba gjorde karriär som militär under den självständiga republikens unga år, inklusive under kejsar Bokassas styre. David Dacko utnämnde honom till stabschef efter att Bokassa störtats. Kolingba tog själv makten i Centralafrikanska republiken genom att störta den svage presidenten Dacko i en oblodig statskupp i september 1981. 
Kolingba styrde landet som envåldshärskare fram till 1993 då situationen blivit ohållbar och det viktiga franska biståndet dragits in. I det första fria demokratiska valet vann Ange-Félix Patassé, men innan Kolingba lämnade ifrån sig makten gav han dock bland annat amnesti till alla fängslade i landet (däribland den åldrade Bokassa).
Eftersom Kolingba under sin tid vid makten utnämnt många ur sin egen stam Yakoma till viktiga militära poster antas han ligga bakom mycket av det militära motstånd mot president Patassé som ledde till oroligheter under hela 1990-talet. Kolingba försökte 2001 störta Patassé genom en kupp men misslyckades och tog sin tillflykt till Uganda. Efter att Bozizé tagit makten kunde han dock återvända, men tvingades i slutet av 2003 åter lämna landet för att söka vård i Frankrike. Kolingba avled i Paris den 7 februari 2010.